# Maître-autel de l'église Saint-Pierre de Plouézec

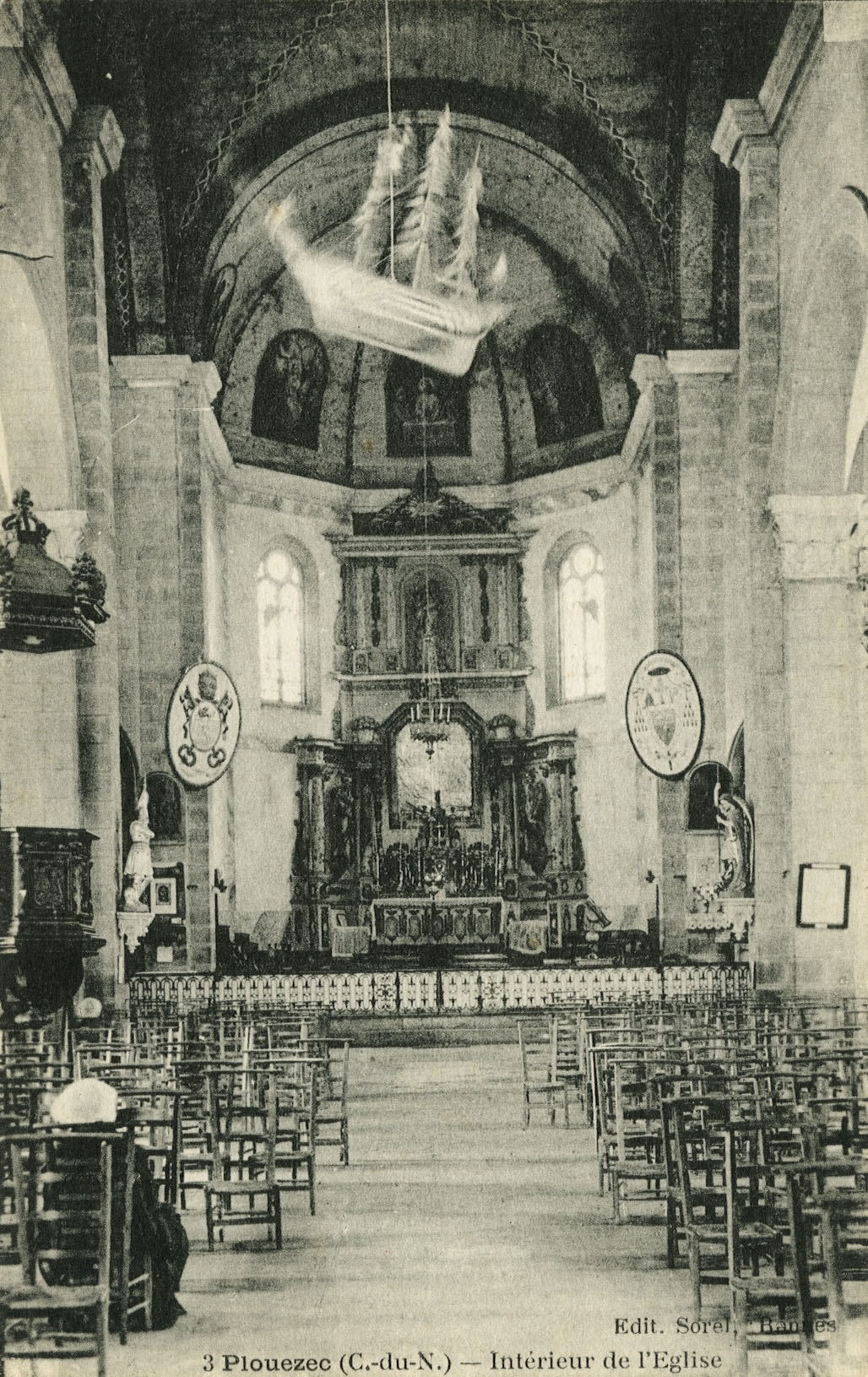
Maître-autel de Plouézec

Le maître-autel de l'église Saint-Pierre à Plouézec, une commune du département des Côtes-d'Armor dans la région Bretagne en France, est un maître-autel en bois polychrome datant vers 1700. Il est classé monument historique au titre d'objet depuis le 23 septembre 1986. 